# La Voss del Trópico
Jordi Farràs i Clusella (n. Barcelona, 1946 — 11 de febrero de 2000) fue un cantante español reconocido artísticamente como  La Voss del Trópico.

## Trayectoria artística
Jordi Farràs fue un heterodoxo cantante melódico (rumba catalana, cançó, boleros, jazz…) conocido con el nombre artístico de La Voss del Trópico, también participó como actor secundario en algunas películas.
La Voss del Trópico cantó en castellano, catalán, italiano y le acompañaron músicos de la categoría de Francesc Burrull, Carles Benavent, Joan Albert Amargós, Josep Cunill, Ricard Roda, Josep Maria Bardagí o Jordi Sabatés...
Químico de profesión, inició su carrera artística a mediados de la década de los años 70,  debutó en escenarios de jazz de Barcelona tocando el contrabajo y ya se lanzó como cantante con el estallido del movimiento Música Layetana (Música Laietana o Rock laietà) y con el auge de la histórica sala de fiestas y conciertos Zeleste de Barcelona, en la calle de Platería.
Ya en 1977 grabó su primer disco en solitario con poemas en lengua catalana del poeta Joan Salvat-Papasseit: La Vosss del Trópico por la G. de Dios, bajo la dirección y arreglos musicales de Joan Albert Amargós, compañero de la Orquesta del Maestro Bellido en la que también cantó Farràs, lo grabó junto a la banda Música Urbana, entre los que destacaban Carles Benavent o Salvador Font, y con Santa Salas.
Vinculado en sus inicios musicales a los de la Orquestra Plateria, época en la que surgió su alter ego como La Voss del Trópico y en la que colaboró junto a Manel Joseph, Jaume Sisa, Gato Pérez y otros músicos, participando en su primer disco de piezas bailables: Orquestra Plateria (Edigsa, 1978), destacando el tema “Camarera de mi amor”.
En 1979 graba Les gavines de la Farga, un disco dirigido y musicado por Jordi Sabatés,  en la grabación los músicos fueron algunos de los componentes de Música Urbana, con Matthew Simon, Carles Benavent y Salvador Font. Picap lo reeditará en formato Cd en 2012. En 1981 Belter edita un disco recopilatorio conjunto de título Ball d’envelat que incluye canciones de la Orquestra Plateria, Gato Pérez y Jordi Farràs (La Voss del Trópico).
Entrada la década de los ochenta, llegaría la crisis musical a Barcelona y el cierre de Zeleste. A su vez, los "combos salseros" irían a la baja al surgir denuevas tendencias, sin embargo, la Voss resistiría y con Gato Pérez comenzaron la década de los ochenta con el espectáculo "Horas tronadas" en la sala Jamboree de la Plaza Real de Barcelona. En 1982, graba un disco en castellano con el título de Capablanca, nombre que tomó de un jugador de ajedrez cubano de los años 20: José Raúl Capablanca.
Posteriormente, haría una pausa para volver a aparecer discográficamente en 1995 con No son... boleros junto a Francesc Burrull al piano, canciones con esencia de bolero entre las que se encuentra una versión de "Aquellas pequeñas cosas" de Joan Manuel Serrat. En 1999, también con el maestro Burrull grabó el que fue su último disco: Un poema de amor. Poco después desapareció de manera trágica.
Durante su trayectoria artística compuso cha-cha-chás y tangos y versionó canciones ajenas, reivindicó al músico cubano Bola de Nieve y cantó poemas de Salvat-Papasseit a ritmo de bolero. Jordi Farràs participó en la fundación de las discográficas Zanfonía y Pequeñas Cosas junto a Joan Manuel Serrat y al empresario Miquel Horta. Falleció el 11 de febrero de 2000 en Barcelona, a la edad de 54 años, a causa de una afección cardiovascular de la que ya había sido intervenido quirúrgicamente en dos ocasiones.

## Discografía
- La Vosss por la G. de Dios (1977), editado por Ocre/Belter en lengua catalana.
- Les gavines de la Farga (1979), editado por Zeleste/Edigsa y reeditado en CD por Picap en 2012. Este disco es editado como Jordi Farràs, no como La Voss del Trópico.
- Capablanca (1982), editado por Ariola.
- No son... boleros (1996), acompañado al piano por Francesc Burrull.
- Un poema de amor (1999), editado por Satélite K y también grabado junto a Francesc Burrull.